# 傳統古柏帶天體
在天文學中，QB1天體（Cubewano）是指運行軌道在海王星之外，且不與大行星產生軌道共振的古柏帶天體。這類天體的半長軸在40-50天文單位之間，且不會切入海王星的軌道，有時也稱為傳統的古柏帶天體。軌道接近圓形（離心率在0.15以下）。
這個奇特的名稱來自繼冥王星與卡戎以來，第一顆被發現的海王星外天體(15760) 阿爾比恩，在2018年1月命名前的臨時編號為1992 QB1，此後發現的類似天體均稱作QB1天體（原文為「QB1-o's」或直接發音為「Cubewanos」）。

## 成員
歸屬於QB1天體者如下：
- (15760) 阿爾比恩、(19521) 混沌、(53311) Deucalion
- (136472) 鳥神星，最大的QB1天體，也是海王星外天體中最大的之一。
- (136108) 妊神星，細長的形狀值得特別注意，有兩顆快速公轉的衛星（3.9小時）。
- (50000) 創神星和(20000) 伐樓拿，在發現時都曾被認為是最大的海王星外天體。
- (55636) 2002 TX300、(55565) 2002 AW197、(55637) 2002 UX25

這張圖用於說明較大的QB1天體的軌道。圖中也包含了較大的類冥天體（冥王星、厄耳枯斯和伊克西翁），以灰色呈現作為比較之用。水平軸表示半長軸，軌道的離心率以從近日點到遠日點的紅色線段表示，對應到垂直軸的數值就是軌道傾角。

## 軌道
絕大多數的QB1天體在與海王星2：3與1：2的共振軌道之間被發現。例如，夸奧瓦的軌道接近圓形並接近黃道平面；另一方面，類冥天體有較大的離心率，使得一些成員的軌道會比海王星更靠近太陽。
QB1天體的主要成員（被稱為「冷群體」）軌道接近圓形並有低軌道傾角，少數的成員（「熱群體」）的特性則有較大的離心率和高軌道傾角。.
最近的深度黃道巡天提出了這兩個族群的分布報告，一群的軌道傾角以4.6°為中心（稱為「核」），另一群的軌道傾角則擴展至30°（稱為「冕」）。

### 分布狀態

這張圖描繪了所有當時已知的QB1天體（在2006年2月，共532個）和類冥天體。在右邊秀出的直方圖是軌道傾角、離心率和半長軸。插入左邊的以離心率對應軌道傾角來比較QB1天體和類冥天體的分布。

為數龐大的古柏帶天體（超過三分之二）軌道傾角都在5°度之內，離心率則小於0.1，它們的半長軸顯示偏好集中在主帶的中間。但可議的是，越小的天體越接近共振軌道的邊緣地帶，似乎不是被捕捉進共振範圍內，就是軌道曾被海王星修正過。
在「熱」和「冷」的分布上是明顯的有所差異：超過30%QB1天體都是低傾角、接近圓形的軌道；類冥天體的軌道參數在分布上更加均勻，在區域性的最大離心率集中在0.15-0.2的範圍內，軌道傾角則在5-10°。 
也可以參考黃道離散天體

這張圖表代表的是傳統天體（排列成線）從極和黃道俯視的圖。QB1天體用藍色表示，與類冥天體一起的用紅色表示，海王星是黃色。

當比較QB1天體和類冥天體的離心率時，可以明顯的看出QB1天體在海王星軌道外面形成帶狀，類冥天體則鄰近海王星軌道，甚至進入軌道內側。當比較軌道傾角時，「熱」QB1天體明顯的分布在傾角較大的區域，類冥天體則一貫的在小於20°的區間內。

## 尋求正式的定義
雖然這不是「QB1」或「傳統古柏帶天體」的官方定義，但是這些用語通常是用於受到海王星重大擾動的天體，因而除了與海王星的軌道共振之外（共振外海王星天體），而且有證據顯示古柏帶有一個邊界，因為在1998年就懷疑在47-49天文單位缺乏低傾角的古柏帶天體，到了2001年則有更多的數據支持。當然，傳統上還是依據軌道半長軸來區分，包括在1:2與2:3共振之間的天體，也就是在39.4至47.8AU（排除這些共振的中間較小的） 。
然而，這樣的定義缺乏精確性：特別是在傳統的對象和離散盤之間仍然是混淆的。目前依據J. L. Elliott等人的分類，是改用平均軌道參數作為正式的標準。不拘形式的置入，使得這樣的定義會包括那些從未橫越過海王星軌道的天體。根據這樣的定義，一個合格的古柏帶天體是：如果:
- 不是共振的，
- 它的平均Tisserand's參數（英语：Tisserand's parameter）超過3，
- 它的平均離心率小於0.2。

這樣的介紹來自深度黃道巡天的報告，而且在最近的文獻上多數都採用此種定義。

## 家族
第一個碰撞家族，也就是由單一的天體所殘留下的殘骸構成的族群，已經被證實了，其成員包括2003 EL61和衛星、2002 TX300和4個小天體†。這些天體不僅遵循著相似的軌道，還有著相同的物理特徵，不像其他的古柏帶天體表面有著大量的冰（H2O）和完全沒有或是只有少量的有機物。在紅外線的電磁波觀測下，表面的成分會影響到物體本質（相對於紅色）的顏色和吸收至1.5和2微米的深度。
†家族中4個最明亮的天體在圖表中位於代表2003 EL61圈子的裡面。

## 外部連結
- 大衛·朱維特：Kuiper Belt site @ 夏威夷大学
- The Kuiper Belt Electronic Newsletter （页面存档备份，存于）
- Minor Planet Center List of Trans-Neptunian objects
- TNO pages at johnstonarchive （页面存档备份，存于）
- Plot of the current positions of bodies in the Outer Solar System （页面存档备份，存于）